# Häselgehr

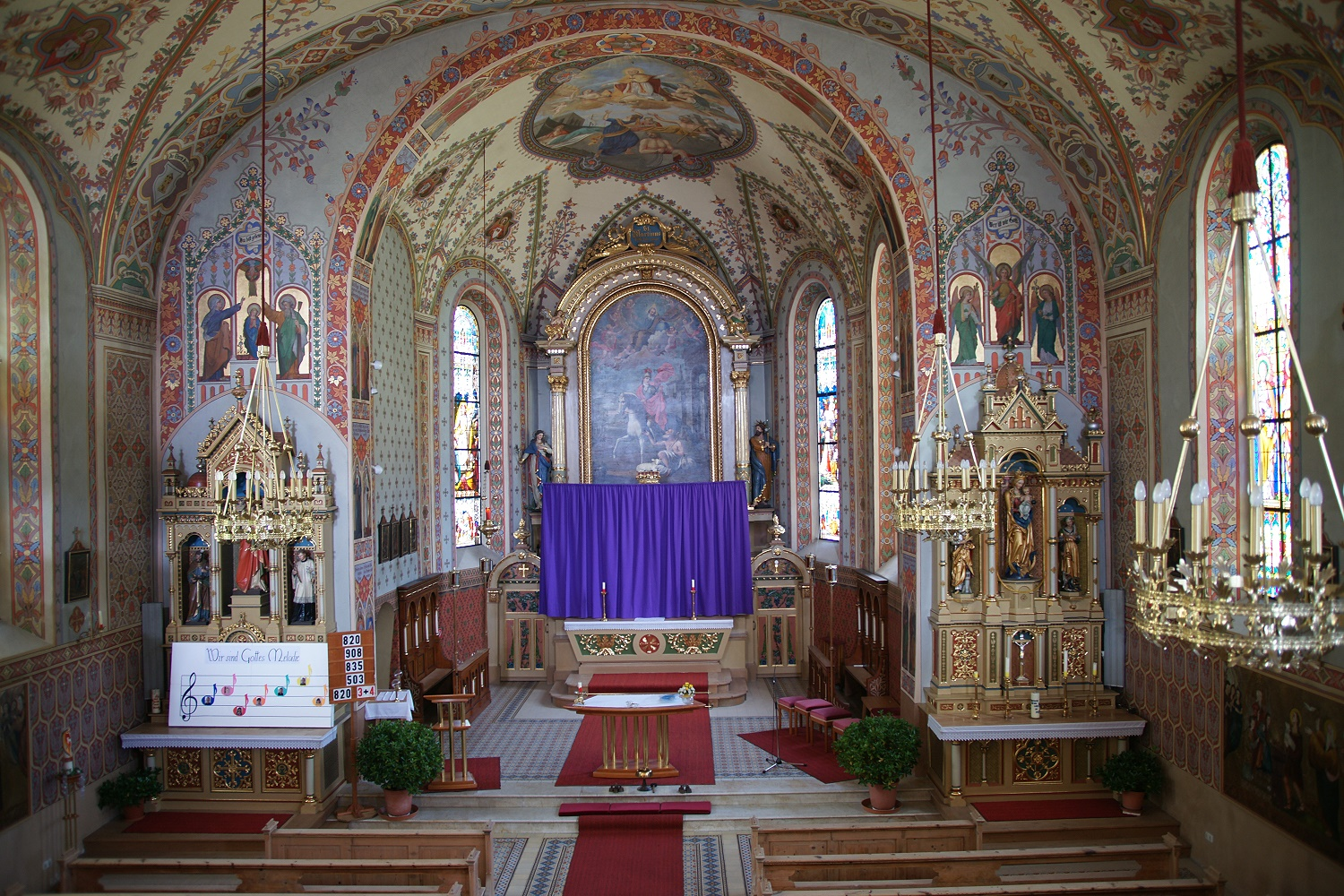
Wnętrze kościoła św. Marcina (Hl. Martin)

Häselgehr – gmina położona na zachodzie Austrii, w kraju związkowym Tyrol, w powiecie Reutte.

## Położenie
Häselgehr leży w dolinie rzeki Lech, u ujścia rzeki Gramais, która płynie z południa, z Alp Lechtalskich. Po północnej stronie rzeki znajdują się Alpy Algawskie (Hornbachkette). Część gminy objęta jest ochroną przyrody w ramach Park Natury Tiroler Lech. Dojazd zapewnia prowadząca doliną droga krajowa B198.
Przez Häselgehr przebiega szlak rowerowy Bike Trail Tirol.

## Zabytki i atrakcje turystyczne
W Häselgehr znajduje się zabytkowy kościół św. Marcina (Hl. Martin) z XVII wieku o bogatym wystroju wnętrza. W Grießau znajduje się kaplica morowa św. Sebastiana (Hl. Sebastian) z cmentarzem.
Miejscowość jest punktem wypadowym w okoliczne góry, m.in. na Lichtspitze (2357 m n.p.m.), Wannenspitze (2362 m n.p.m.) i Bretterspitze (2608 m n.p.m.).